# Japans invasion av Korea (1592-1598)
Den här artikeln handlar om Japans invasioner av Korea mellan 1592 och 1598. För den japanska koloniseringen av Korea i slutet av 1800-talet, se bland annat Japans kolonisering av Korea och Koreas historia. För de historiskt osäkra uppgifterna om en japansk invasion av den koreanska halvön på 200-talet, se bland annat Jingo (Mytologi).

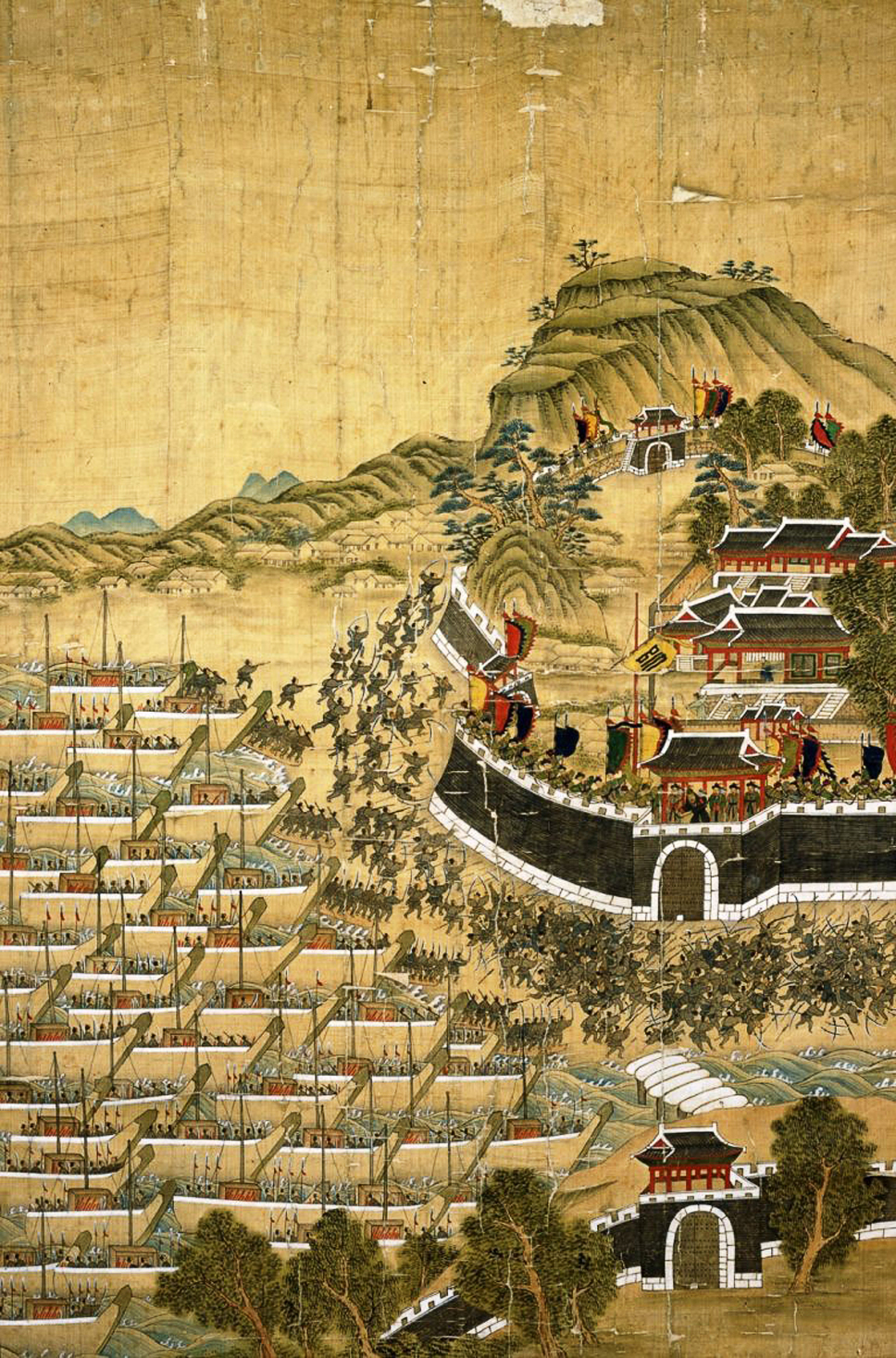
Japanerna landstiger vid Busan.

Den japanska invasionen av Korea (på japanska Bunroku-Keicho-kriget efter perioderna bunroku och keichō; på koreanska Imjin-kriget efter en period i den koreanska tideräkningen; även Koreanska sjuårskriget) ägde rum mellan år 1592 och 1598. De två invasionerna genomfördes under ledning av den japanska härskaren Toyotomi Hideyoshi. På den koreanska sidan stred även Kina och Manchuriet (Jianzhou Jurchen). Förlusterna blev stora på alla sidor och det koreanska riket drabbades hårt av plundring, massmord och förstörelse. Framgången för den koreanska marinen och Toyotomi Hideyoshis död bidrog till krigets slut.
1598 undertecknades en vapenvila av Kina och Japans generaler. Kriget fortsatte dock men tre år senare skrevs ett fredsavtal mellan parterna under i Seoul.